# Julian Klaczko
Julian Klaczko, född 6 november 1825, död 26 november 1906, var en polsk författare av judisk börd.
Klaczko skrev som ung dikter på hebreiska och polska, övergick senare huvudsakligen till litteraturkritiskt och politiskt författarskap på polska och franska. Klaczko vistades efter 1850 mestadels i Paris och var medarbetare i Revue des deux Mondes.